# Zakonik Duszana

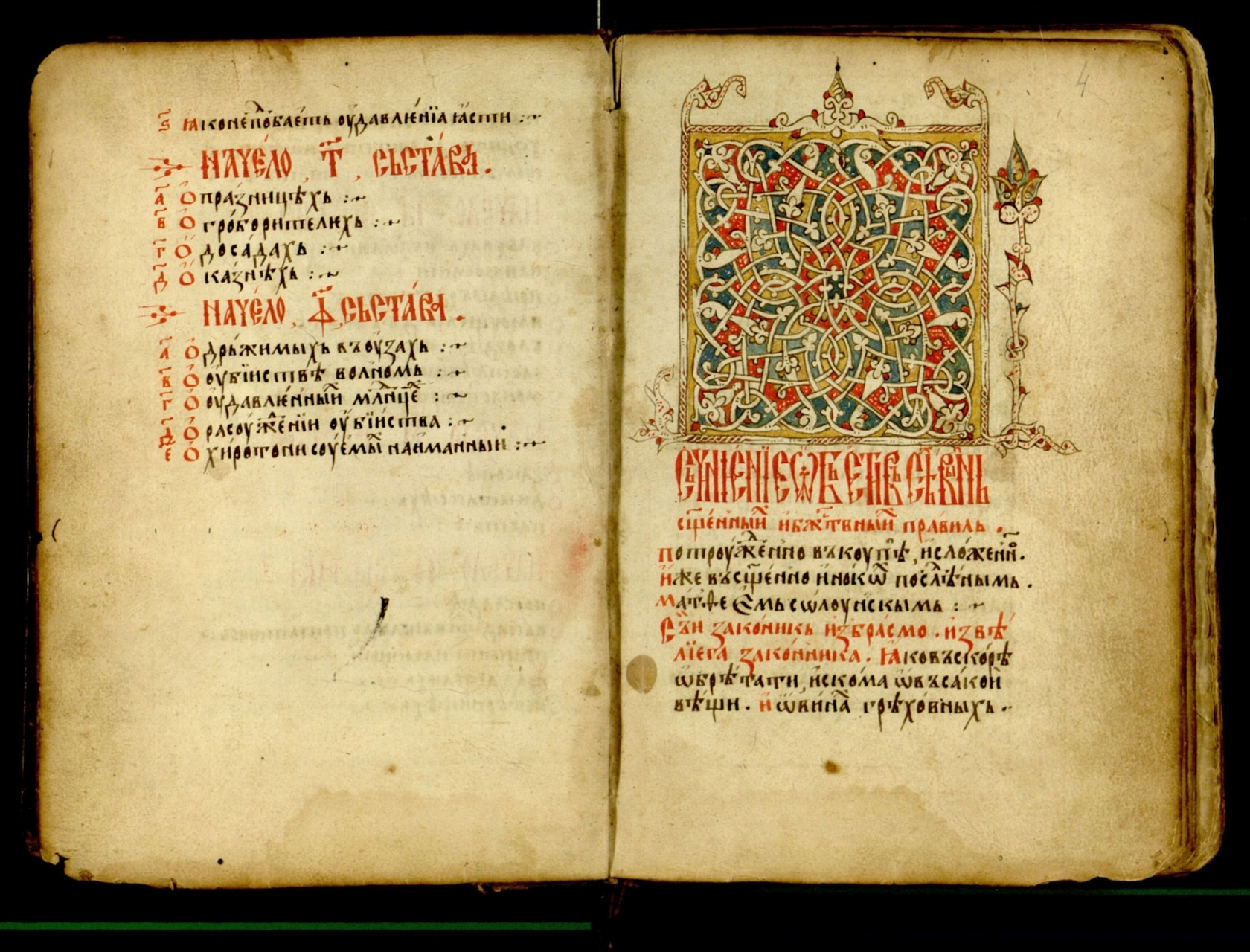
Rękopis Prizrenski

Zakonik Duszana – kodeks prawny ogłoszony w 1349 roku przez cara serbskiego Stefana Duszana (1331-1355).
Pierwsza wersja kodeksu, składająca się ze 153 artykułów, została ogłoszona na soborze państwowym w Skopje. Uzupełnienia do zbioru dodano na soborze w Seres w 1354 roku oraz za panowania Stefana Urosza (1355-1371) i Vukašina (1366-1371). Ostateczna wersja zawiera 205 artykułów. Oryginał dokumentu nie zachował się, za najbliższe oryginału uważa się pochodzące z XIV/XV wieku rękopisy Struški i Prizrenski. Większość zachowanych odpisów wykonano w XVI-XVIII wieku.
Kodeks ogłoszony przez Duszana nie zdobył sobie wyłączności i funkcjonował równolegle obok prawa zwyczajowego. Część jego przepisów nawiązuje do wcześniejszych zbiorów prawnych. Wprowadzone w nim regulacje umacniały i rozszerzały władzę sądów państwowych, likwidując dotychczasowe zgromadzenia (wiece) wiejskie, porządkowały stosunki feudalne i potwierdzały przywileje władcy oraz możnowładców duchownych i świeckich w stosunku do ludności wiejskiej. Umacniały także pozycję Cerkwi prawosławnej, zakazując wyznawcom prawosławia małżeństw z katolikami.